# Gene Babb
Eugene Walter Babb (El Paso, Texas, 27 de diciembre de 1934) es un exjugador estadounidense de fútbol americano que ocupaba la posición de linebacker en la Liga Nacional de Fútbol —en inglés: National Football League— y fullback en la American Football League. Además, jugó fútbol americano universitario en la Universidad de Texas en Austin, siendo reclutado por los San Francisco 49ers en el Draft de la NFL de 1957 en la 224º posición de la 19º ronda; jugó en este equipo hasta el año 1958. También militó en los Dallas Cowboys (1960-1961) y Houston Oilers (1962-1963).

## Estadísticas

### Temporada regular
|                                    |      |    |            |        |        |   |     |           | Rushing | Rushing | Rushing | Rushing | Recepciones | Recepciones | Recepciones | Recepciones | Puntos | Puntos | Kick Returns | Kick Returns | Kick Returns | Kick Returns | Intercepciones defensivas | Intercepciones defensivas | Intercepciones defensivas |
| Rk                                 | Año  | #  | Fecha      | Edad   | Equipo |   | Opp | Resultado | Att     | Yds     | Y/A     | TD      | Rec         | Yds         | Y/R         | TD          | TD     | Pts    | Rt           | Yds          | Y/Rt         | TD           | Int                       | Yds                       | TD                        |
| ---------------------------------- | ---- | -- | ---------- | ------ | ------ | - | --- | --------- | ------- | ------- | ------- | ------- | ----------- | ----------- | ----------- | ----------- | ------ | ------ | ------------ | ------------ | ------------ | ------------ | ------------------------- | ------------------------- | ------------------------- |
| 1                                  | 1960 | 1  | 24-09-1960 | 25-272 | DAL    |   | PIT | D 28-35   | 8       | 20      | 2.50    | 0       | 2           | 17          | 8.50        | 0           | 0      | 0      | 0            | 0            |              | 0            | 0                         | 0                         | 0                         |
| 2                                  | 1960 | 2  | 30-09-1960 | 25-278 | DAL    |   | PHI | D 25-27   | 6       | 26      | 4.33    | 0       | 2           | 37          | 18.50       | 1           | 1      | 6      | 0            | 0            |              | 0            | 0                         | 0                         | 0                         |
| 3                                  | 1960 | 3  | 09-10-1960 | 25-287 | DAL    | @ | WAS | D 14-26   | 4       | 16      | 4.00    | 0       | 4           | 40          | 10.00       | 0           | 0      | 0      | 0            | 0            |              | 0            | 0                         | 0                         | 0                         |
| 4                                  | 1960 | 4  | 16-10-1960 | 25-294 | DAL    |   | CLE | D 7-48    | 3       | 12      | 4.00    | 0       | 1           | 6           | 6.00        | 0           | 0      | 0      | 0            | 0            |              | 0            | 0                         | 0                         | 0                         |
| 5                                  | 1960 | 5  | 23-10-1960 | 25-301 | DAL    | @ | STL | D 10-12   | 2       | 8       | 4.00    | 0       | 0           | 0           |             | 0           | 0      | 0      | 0            | 0            |              | 0            | 0                         | 0                         | 0                         |
| 6                                  | 1960 | 6  | 30-10-1960 | 25-308 | DAL    |   | BAL | D 7-45    | 3       | 8       | 2.67    | 0       | 0           | 0           |             | 0           | 0      | 0      | 0            | 0            |              | 0            | 0                         | 0                         | 0                         |
| 7                                  | 1960 | 10 | 27-11-1960 | 25-336 | DAL    | @ | CHI | D 7-17    | 6       | 10      | 1.67    | 0       | 1           | 25          | 25.00       | 0           | 0      | 0      | 0            | 0            |              | 0            | 0                         | 0                         | 0                         |
| 8                                  | 1960 | 11 | 04-12-1960 | 25-343 | DAL    | @ | NYG | T 31-31   | 5       | -3      | -0.60   | 0       | 3           | 15          | 5.00        | 0           | 0      | 0      | 1            | 20           | 20.00        | 0            | 0                         | 0                         | 0                         |
| 9                                  | 1960 | 12 | 11-12-1960 | 25-350 | DAL    | @ | DET | D 14-23   | 2       | 18      | 9.00    | 0       | 0           | 0           |             | 0           | 0      | 0      | 2            | 26           | 13.00        | 0            | 0                         | 0                         | 0                         |
|                                    |      |    |            |        |        |   |     |           |         |         |         |         |             |             |             |             |        |        |              |              |              |              |                           |                           |                           |
| 10                                 | 1961 | 7  | 29-10-1961 | 26-306 | DAL    | @ | NYG | T 17-16   | 0       | 0       |         | 0       | 0           | 0           |             | 0           | 0      | 0      | 1            | 15           | 15.00        | 0            | 0                         | 0                         | 0                         |
| 11                                 | 1961 | 13 | 10-12-1961 | 26-348 | DAL    | @ | STL | D 13-31   | 0       | 0       |         | 0       | 0           | 0           |             | 0           | 0      | 0      | 1            | 19           | 19.00        | 0            | 0                         | 0                         | 0                         |
|                                    |      |    |            |        |        |   |     |           |         |         |         |         |             |             |             |             |        |        |              |              |              |              |                           |                           |                           |
| 12                                 | 1962 | 3  | 23-09-1962 | 27-270 | HOU    | @ | SDG | T 42-17   | 2       | -1      | -0.50   | 0       | 0           | 0           |             | 0           | 0      | 0      | 0            | 0            |              | 0            | 0                         | 0                         | 0                         |
| 13                                 | 1962 | 6  | 21-10-1962 | 27-298 | HOU    | @ | DEN | D 10-20   | 0       | 0       |         | 0       | 0           | 0           |             | 0           | 0      | 0      | 0            | 0            |              | 0            | 1                         | 0                         | 0                         |
| 14                                 | 1962 | 9  | 11-11-1962 | 27-319 | HOU    | @ | OAK | T 28-20   | 0       | 0       |         | 0       | 0           | 0           |             | 0           | 1      | 6      | 0            | 0            |              | 0            | 1                         | 31                        | 1                         |
| 15                                 | 1962 | 14 | 15-12-1962 | 27-353 | HOU    | @ | NYT | T 44-10   | 1       | 1       | 1.00    | 0       | 0           | 0           |             | 0           | 0      | 0      | 0            | 0            |              | 0            | 0                         | 0                         | 0                         |
| 16                                 | 1962 | 15 | 23-12-1962 | 27-361 | HOU    |   | DTX | D 17-20   | 0       | 0       |         | 0       | 0           | 0           |             | 0           | 0      | 0      | 0            | 0            |              | 0            | 0                         | 0                         | 0                         |
|                                    |      |    |            |        |        |   |     |           |         |         |         |         |             |             |             |             |        |        |              |              |              |              |                           |                           |                           |
| 17                                 | 1963 | 4  | 28-09-1962 | 28-275 | HOU    | @ | BUF | T 31-20   | 0       | 0       |         | 0       | 0           | 0           |             | 0           | 0      | 0      | 0            | 0            |              | 0            | 1                         | 6                         | 0                         |
| 18                                 | 1963 | 6  | 13-10-1962 | 28-290 | HOU    | @ | DEN | T 33-24   | 1       | 7       | 7.00    | 0       | 0           | 0           |             | 0           | 0      | 0      | 0            | 0            |              | 0            | 0                         | 0                         | 0                         |
| 19                                 | 1963 | 10 | 10-11-1963 | 28-318 | HOU    |   | NYJ | T 31-27   | 0       | 0       |         | 0       | 0           | 0           |             | 0           | 0      | 0      | 0            | 0            |              | 0            | 1                         | 18                        | 0                         |
|                                    |      |    | 19 juegos  |        |        |   |     |           | 43      | 122     | 2.84    | 0       | 13          | 140         | 10.77       | 1           | 2      | 12     | 5            | 80           | 16.00        | 0            | 4                         | 55                        | 1                         |
| Fuente: Pro-football-reference.com |      |    |            |        |        |   |     |           |         |         |         |         |             |             |             |             |        |        |              |              |              |              |                           |                           |                           |

### Eliminación directa(Playoffs)
|                                    |      |    |            |        |        |     |           | Rushing | Rushing | Rushing | Rushing | Recepciones | Recepciones | Recepciones | Recepciones |
| Rk                                 | Año  | #  | Fecha      | Edad   | Equipo | Opp | Resultado | Att     | Yds     | Y/A     | TD      | Rec         | Yds         | Y/R         | TD          |
| ---------------------------------- | ---- | -- | ---------- | ------ | ------ | --- | --------- | ------- | ------- | ------- | ------- | ----------- | ----------- | ----------- | ----------- |
| 1                                  | 1957 | 13 | 22-12-1957 | 22-360 | SFO    | DET | D 27-31   | 2       | 3       | 1.50    | 0       | 1           | 1           | 1.00        | 0           |
| Fuente: Pro-football-reference.com |      |    |            |        |        |     |           |         |         |         |         |             |             |             |             |